# شون ماغيري
شون ماغيري (بالإنجليزية: Sean Maguire) (1 مايو 1994 بلوتن في المملكة المتحدة - ) هو لاعب كرة قدم أيرلندي في مركز الهجوم. شارك مع منتخب جمهورية أيرلندا تحت 19 سنة لكرة القدم ومنتخب جمهورية أيرلندا تحت 21 سنة لكرة القدم. أما مع النوادي، فقد لعب مع نادي أكرينغتون ستانلي ونادي دوندالك ونادي سليغو روفرز ونادي كورك سيتي ووست هام يونايتد وووترفورد يونايتد.

## وصلات خارجية
- شون ماغيري على موقع الاتحاد الأوربي (الإنجليزية)
- شون ماغيري على موقع قاعدة بيانات كرة القدم.إي يو (الإنجليزية)
- شون ماغيري على موقع ناشيونال فوتبول تيمز (الإنجليزية)
- شون ماغيري على موقع Soccerbase.com (لاعب) (الإنجليزية)
- شون ماغيري على موقع Soccerway.com (الإنجليزية)
- شون ماغيري على موقع AS.com (الإسبانية)

قالب:تشكيلة بريستون نورث ايند